# حويسيس
حويسيس، قرية في الجبال التدمرية الشمالية، تتبع ناحية جب الجراح في منطقة المخرم بمحافظة حمص وسط سوريا. تبعد عن بلدة جب الجراح مسافة 33 كيلومترًا. وتبعد عن مدينة السلمية مسافة 75 كيلومترًا.
بلغ عدد سكانها 275 نسمة حسب تعداد عام 2004 الذي أجراه المكتب المركزي للإحصاء. تتبع لها قرية حجار التي تبعد عنها مسافة 17 كيلومترًا إلى الجنوب الشرقي.

## التاريخ
تتميز هضاب منطقة البلعاس وشعابها، والجبال المجاورة لها، بكثرة الخرب والرسوم، والتي يصل عددها إلى المئات، ولا تزال أطلالها ماثلة، فبعضها يشبه المخافر، لوقوعه في ذروات مشرفة على المنافذ والمسالك، وبعضها يشبه الدساكر والضياع. وتُعدُّ قرية حويسيس من أشهرها. تكثر في المنطقة الصهاريج المندثرة، التي شيِّدت وطليت بما يضبط الماء، وسُلِّطت عليها المجاري الآتية بمياه الشتاء، مما يثبت أن هذه الجبال المقفرة، كان بعضها إن لم يكن جلّها، معمورةً بالسُّكان في العصور الغابرة، وذلك على الرغم من أن جميعها محرومة من الينابيع المُتفجِّرة، في حين أن صخورها رسوبية جيرية بيضاء، وهذا ما دعا سكانها القدماء لحفر تلك الصهاريج وتشييدها، بيد أن ياقوت الحموي لم يزد إيضاحًا في تفاصيل تاريخ هذه المنطقة.

## الجغرافيا
تقع حويسيس على سُرَّة حويسيس، وهو سرج جبلي، ما بين الامتدادات الجنوبية الشرقية لجبل البلعاس غربًا، والامتدادات الجنوبية لجبل أبو الضهور شرقًا. تشرف شمالًا على وادي سُرَّة أبو الضهور الذي يتجه شمالًا إلى وادي الغريب، كما تتجه أراضيها جنوبًا نحو وادي الحسو الذي ينتهي إلى قرية الصفا (المحطة الرابعة) فحوض الدو.

## الاقتصاد
كان اقتصادها يعتمد على الرعي بالدرجة الأولى.

## الخدمات
تكثر بجوارها الصهاريج المنقورة في الصخر لجمع مياه الأمطار والسيول منذ القِدم لتأمين مياه الشرب.